# Biotopo Ontaneti di Postal
Il Biotopo Ontaneti di Postal è un'area naturale protetta del Trentino-Alto Adige istituita nel 1994.
Occupa una superficie di 5,88 ha a Postal nella provincia autonoma di Bolzano.